# 渠陽鎮
渠陽鎮（きょようちん）は中華人民共和国湖南省懐化市靖州ミャオ族トン族自治県の鎮。

## 行政区画
- 江東街社区
- 河街社区
- 西街社区
- 土橋街社区
- 飛山社区
- 万福路社区
- 梅林社区
- 鄧家坡社区
- 友誼村
- 田心村
- 田鋪村
- 紅心村
- 城郊村
- 飛山村
- 塘湖村
- 断橋村
- 泥湾村
- 馬王坪村
- 劉家院村
- 二涼亭村
- 堯管村
- 高橋村
- 大筍坪村
- 渠江村
- 流坪村
- 額渓村
- 新楽村
- 東升村
- 宝山村
- 春陽村
- 金渓村
- 金江村
- 泡里村
- 城墻村
- 馬鞍村
- 漁灘村
- 団結村
- 戈村
- 十里村
- 八一村
- 黎明村
- 下郷村
- 燈塔村
- 大樹村
- 黄土村
- 三里村
- 民主村

## 歴史
2015年11月25日、渠陽鎮・鋪口郷・横江橋郷を母体に新制「渠陽鎮」として発足。

## 経済

### 名物・特産品
- マンガン
- ミョウバン

## 地理
渠陽鎮は靖州ミャオ族トン族自治県中部に位置し、北は太陽坪郷と、東北は甘棠鎮と、東は文渓郷と、東南は寨牙郷と、西南は新廠鎮と、西は三鍬郷・藕団郷と、南は通道トン族自治県とそれぞれ接している。
- 河川：地霊河、渠水
- 湖：飛山水庫、金麦水库、
- 山：青靛山（1173メートル）、飛山（720メートル）、楓木山（998メートル）、五佰角（693メートル）、大老古（888メートル）、螞蟻坡（708メートル）

## 交通

### 鉄道
- 焦柳線

### 道路
- 国道G209
- G65包茂高速道路
- 省道S222
- 省道S221

## 観光
- 文峰塔景区